# Mark Stanley
Mark Stanley (* 29. April 1987) ist ein britischer Schauspieler.

## Leben und Karriere
Mark Stanley ist seit 2011 als Schauspieler aktiv, nachdem er 2010 die Guildhall School of Music and Drama in London erfolgreich abschloss. Seine erste Rolle als Grenn, ein Grenzer der Nachtwache, den er in der HBO-Serie Game of Thrones von 2011 bis 2014 spielte, machte ihn international bekannt. Zu seinen Auftritten in Filmen gehört u. a. Mr. Turner – Meister des Lichts.
2015 gehörte er zum Darstellerensemble von Star Wars: Das Erwachen der Macht. 2019 spielte er die Hauptrolle des Finnie im Filmdrama Run und war zudem in der Netflix-Serie Criminal in der Rolle des Detective Constable Hugo Duffy zu sehen.

## Filmografie (Auswahl)
- 2011–2014: Game of Thrones (Fernsehserie, 22 Episoden)
- 2012: Heroes of the Skies (Dokumentation)
- 2013: How I Live Now
- 2014: National Theatre Live: Coriolanus
- 2014: Mr. Turner – Meister des Lichts (Mr. Turner)
- 2014: Kajaki
- 2015: Star Wars: Das Erwachen der Macht (Star Wars: The Force Awakens)
- 2016: Verräter wie wir (Our Kind of Traitor)
- 2016: The Collection (Fernsehserie, drei Episoden)
- 2017: Euphoria
- 2017: Dark River
- 2017: Little Women (Miniserie, Episode 1x03)
- 2018: Die Libelle (The Little Drummer Girl, Miniserie, Episode 1x05)
- 2019: Hellboy – Call of Darkness
- 2019: Run
- 2019–2020: Criminal (Fernsehserie, 4 Episoden)
- 2020: White House Farm Murders (White House Farm, Miniserie, 6 Episoden)
- 2020: Sulphur and White
- 2020: Die Ehre der Familie (Honour, Miniserie, 2 Episoden)
- 2020: Small Axe (Miniserie, Episode 1x03)
- seit 2022: Trigger Point (Fernsehserie)
- 2023: Colonos (Los Colonos)
- 2023: Happy Valley – In einer kleinen Stadt (Happy Valley, 6 Episoden)
- 2023: North Star
- 2023: The Reckoning  (vierteilige Miniserie)
- 2025: Adolescence (Miniserie, Episode 1x01)

## Auszeichnungen
BAFTA Scotland Award
- 2021: Nominierung als Bester Hauptdarsteller (Run)[1]